# Kadingilan
Kadingilan is een gemeente in de Filipijnse provincie Bukidnon op het eiland Mindanao. Bij de laatste census in 2007 had de gemeente ruim 30 duizend inwoners.

## Geografie

### Bestuurlijke indeling
Kadingilan is onderverdeeld in de volgende 17 barangays:
| - Bagongbayan - Bagor - Balaoro - Baroy - Cabadiangan - Husayan - Kibalagon - Kibogtok - Mabuhay | - Malinao - Matampay - Pay-as - Pinamanguhan - Poblacion - Salvacion - San Andres - Sibonga |

## Demografie
Kadingilan had bij de census van 2007 een inwoneraantal van 30.135 mensen. Dit zijn 4.277 mensen (16,5%) meer dan bij de vorige census van 2000. De gemiddelde jaarlijkse groei komt daarmee uit op 2,13%, hetgeen hoger is dan het landelijk jaarlijks gemiddelde over deze periode (2,04%). Vergeleken met de census van 1995 is het aantal mensen met 4.042 (15,5%) toegenomen.

De bevolkingsdichtheid van Kadingilan was ten tijde van de laatste census, met 30.135 inwoners op 171,94 km², 175,3 mensen per km².